# Billy Timmins
Billy Godfrey Timmins (irisch Liam Ó Tiomáin; * 1. Oktober 1959 in Baltinglass, County Wicklow, Irland) ist ein irischer Politiker der Fine Gael. 2013 trat er bei der Fine Gael aus und war als unabhängiger Politiker aktiv, 2015 trat er der Renua bei, deren Vizevorsitzender er war. 2018 kehrte er zur Fine Gael zurück.
Von 1997 bis 2016 war er Teachta Dála (Abgeordneter) im Dáil Éireann, dem irischen Unterhaus.

## Leben
Timmins studierte an der University of Galway Rechts- und Wirtschaftswissenschaften und schloss mit einem Bachelor ab. Daran schlossen sich Militärstudien am College in Curragh an. Er war an unterschiedlichen Orten in Irland stationiert, diente aber auch bei den UN-Friedensmissionen im Libanon und auf Zypern. Bei den Wahlen zum Dáil Éireann 1997 trat er für den Wahlkreis Wicklow an und konnte einen Sitz erringen, den er bis 2016 verteidigte. Die Wahlen 2016 und 2020 blieben für ihn erfolglos.

## Privates
Sein Vater Godfrey Timmins war und sein Bruder Edward Timmins ist Abgeordneter im Dáil Éireann.